# Wallis kanton
Wallis kanton (franciául: Valais, olaszul Vallese, romans nyelven Vallais, hivatalos német nevén: Staat Wallis, franciául: État du Valais, azaz Wallis állam egy francia és német nyelvű kanton Svájc délnyugati részén, francia többséggel. A kanton székhelye Sion (ném.: Sitten). Területileg a 3. legnagyobb svájci kanton. Ahogy a legnagyobb kantonok általában, Wallis is teljes mértékben az Alpok területén fekszik.

## Földrajza

### Fekvése

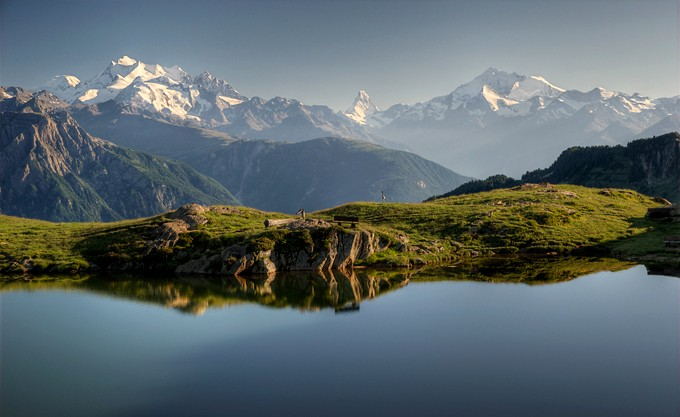
A Dom (balra), Matterhorn (középen) és a Weisshorn (jobbra)

Wallis/Valais Svájc délnyugati részén fekszik, a Simplon-hágó kivételével az egész kanton a Rhône és mellékfolyói völgyében fekszik a Rhone gleccserétől egészen a Genfi-tóig bezárólag. Északon a Berni- és Vaudi-Alpok szegélyezi a tartományt, míg délen a Wallisi-Alpok alkotja a déli határt. A Wallisi-Alpokban találhatóak az ország legmagasabb csúcsai a Mischabel és a Monte Rosa masszívumok területén. Ezen csúcsok a következőek:  Dufourspitze (4634 m, Svájc legmagasabb csúcsa), Dom (4545 m, a legmagasabb, teljes egészében Svájc területén fekvő csúcs), Liskamm (4527 m), Weisshorn (4505 m), Täschhorn (4490 m), és a Matterhorn (4478 m). Itt található az Alpok 3 legnagyobb gleccsere is, név szerint a(z) Aletsch-gleccser, Gorner-gleccser és a Fiescher-gleccser. A kanton legalacsonyabb pontja a Genfi-tó partján található, 372 méterrel a tenger szintje felett.
A hegyek által létrehozott főn-hatás miatt Felső-Wallis, különösen a Visper-völgy egyes részei igen szárazak, hasonlóságot mutatnak a sztyeppi klímával. Emiatt már a középkor folyamán az itt élő emberek vízlevezető árkok, malomárkok (németül Suone, Bissen) építésébe fogtak az ivóvízellátás biztosítása érdekében.

### Vízrajza
A kanton fő folyója, a Rhône (németül Rhone) a terület keleti részén ered, nagyjából végig kelet-nyugati irányba halad, rá merőleges, észak-déli völgyek futnak le, amelyek a mellékfolyók, patakok vizét hozzák. Ezek a völgyek előfordulnak a Rhône-tól északra és délre is. A következő táblázat sorolja fel ezeket keleti irányból, a forrástól számolva. Zárójelben a másodlagos francia-német név szerepel ott, ahol az uralkodó nyelv mellett a kanton másik nyelvén is van neve a völgynek.

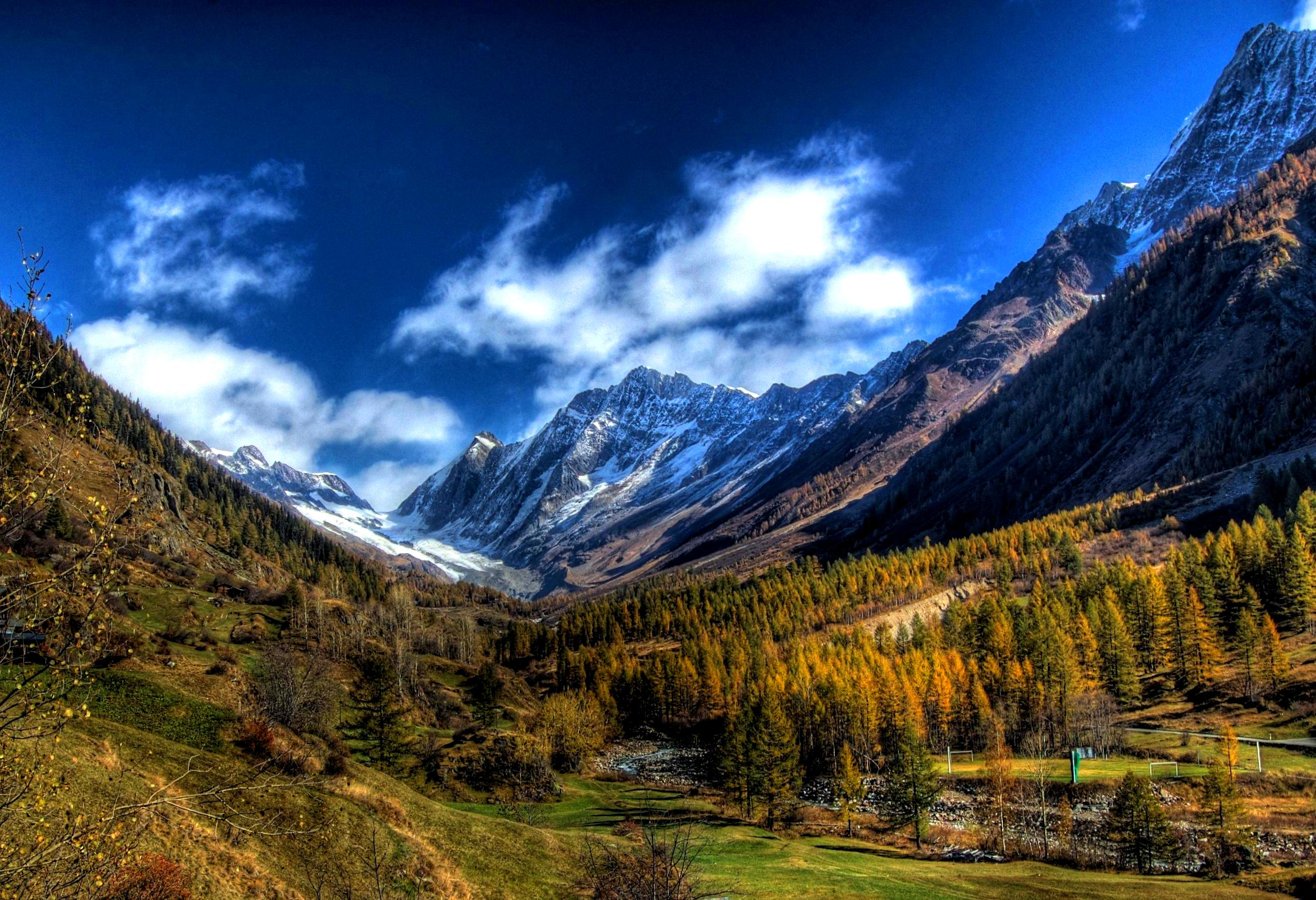
A Lötsch-völgy felső része

| A Rhônetól északra           | Rhônetól délre                       |
| ---------------------------- | ------------------------------------ |
| Fieschertal                  | Binntal                              |
|                              | Nanztal                              |
| Lötschental                  | Saastal                              |
| Dalatal (Leukerbad)          | Mattertal (Nikolaitalnak is nevezik) |
|                              | Turtmanntal                          |
| Val d’Anniviers (Eifischtal) |                                      |
| Val d’Hérens (Eringertal)    |                                      |
| Val de Bagnes (Baniental)    |                                      |
| Val d’Entremont              |                                      |
| Val d’Illiez                 |                                      |

### Települései
A kanton területén az alábbi, 10.000 főt meghaladó városok vannak a 2011. december 31-i adatok alapján:
| Település                 | Lakosság |
| ------------------------- | -------- |
| Sion (ném: Sitten)        | 30.717   |
| Monthey                   | 16.628   |
| Martigny (ném: Martinach) | 16.345   |
| Sierre (ném: Siders)      | 15.752   |
| Brig-Glis                 | 12.511   |

### Közigazgatás

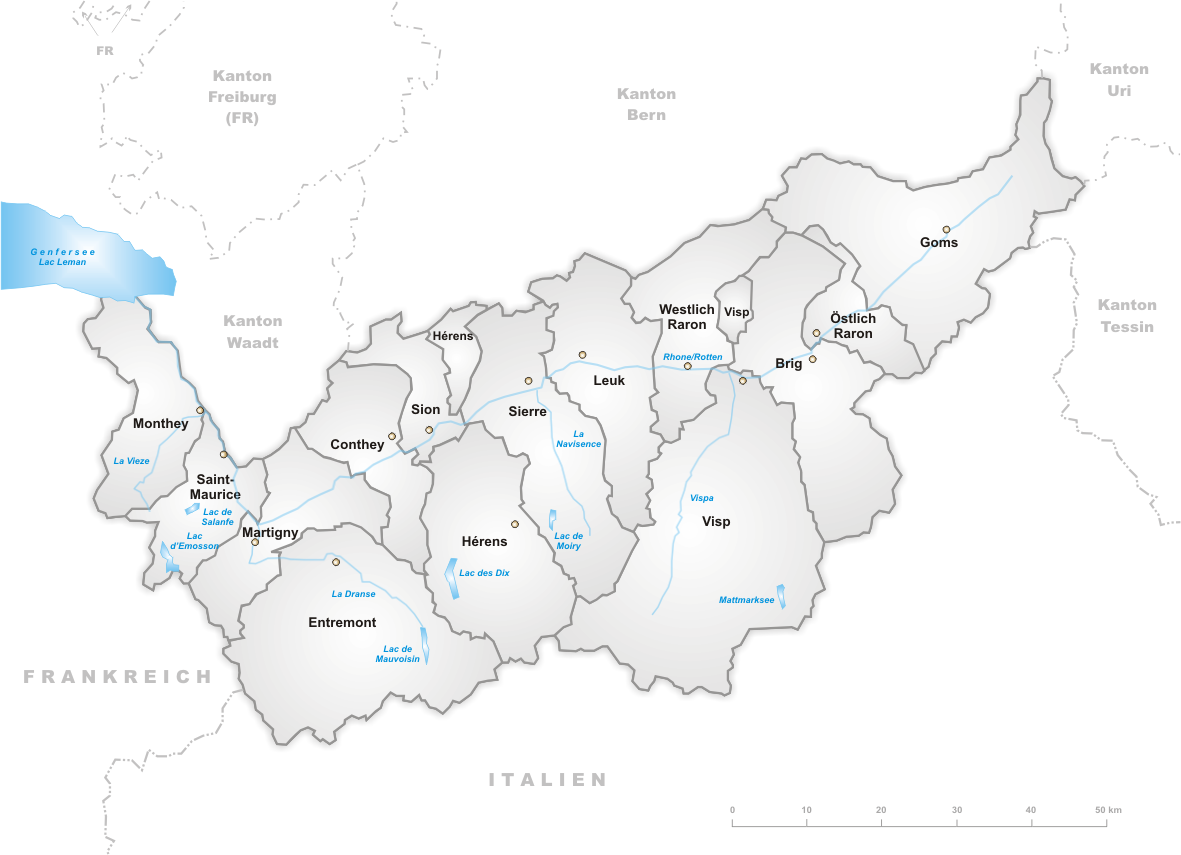
Wallis kerületei

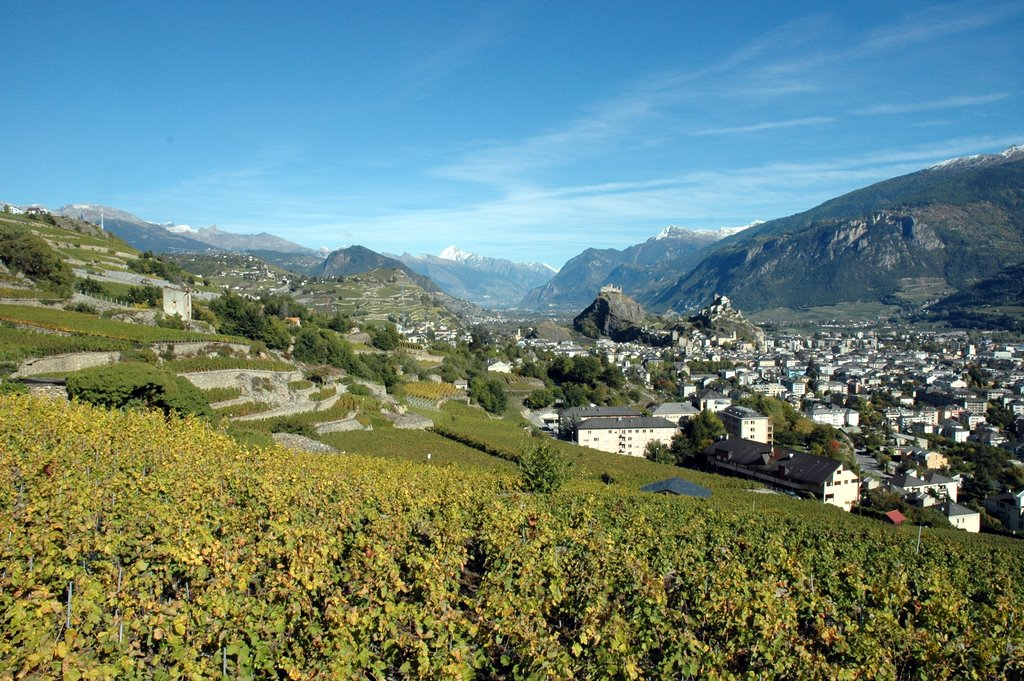
Sion/Sitten látképe

A kantonban 14 kerület található. A táblázatban felül találhatóak a német többségű kerületek, keletről nyugati irányba haladva. Leuk és Visp a legnyugatabbi német többségű kerületek, Sierre/Siders már francia többségű, tovább haladva haladva egyre inkább uralkodóvá válik a francia nyelv.
| Kerület                                | Lakosság | Székhely                          | Megjegyzés                                     |
| -------------------------------------- | -------- | --------------------------------- | ---------------------------------------------- |
| Goms (fr: Conches)                     | 4716     | Münster                           |                                                |
| Keleti-Raron (fr: Rarogne oriental)    | 10.842   | Mörel-Filet                       | Lakosságszám a Nyugati-Raron kerülettel együtt |
| Brig (fr: Brigue)                      | 25.137   | Brig-Glis                         |                                                |
| Visp (fr: Viège)                       | 28.189   | Visp                              |                                                |
| Nyugati-Raron (fr: Rarogne occidental) | 10.842   | Raron                             | Lakosságszám a Keleti-Raron kerülettel együtt  |
| Leuk (fr: Loèche)                      | 12.249   | Leuk                              |                                                |
| Sierre (ném: Siders)                   | 46.644   | Sierre (ném: Siders)              |                                                |
| Sion (ném: Sitten)                     | 42.959   | Sion (ném: Sitten)                |                                                |
| Conthey (ném: Gundis)                  | 24.824   | Conthey (ném: Gundis)             |                                                |
| Hérens (ném: Ering)                    | 10.542   | Evolène                           |                                                |
| Entremont                              | 14.410   | Sembrancher                       |                                                |
| Martigny (ném: Martinach)              | 42.257   | Martigny (ném: Martinach)         |                                                |
| Saint-Maurice (ném: Sankt Moritz)      | 12.559   | Saint-Maurice (ném: Sankt Moritz) |                                                |
| Monthey                                | 41.694   | Monthey                           |                                                |

### Éghajlata
A kanton nagy része a (magas)hegyvidéki éghajlat tartományába esik, hűvös átlaghőmérséklettel, sok csapadékkal (télen: hó). Alsó-Wallis völgyei az egyik legszárazabb ilyen jellegű területek Európában, amely a magas hegyek okozta zártságnak köszönhető. Északról a Berni-Alpok, délről a Wallisi-Alpok zárja be a völgyet, 4000 méter fölötti magasságukkal katlant alkotva. Az esős napok átlagos száma 85 nap/év.

## Népessége

### Nyelvek
Wallis hivatalosan kétnyelvű kanton, francia többséggel, német kisebbséggel. Nagyjából a kanton közepénél Sierre/Siders városánál húzódik a francia-német nyelvhatár, a nyugati részeken a francia az uralkodó nyelv, míg a keleti, Felső-Wallis-i részeken a német itteni változatát, a wallisi németet beszélik, amely egy Alemann nyelvjárásba tartozó dialektus. A francia részeken az irodalmi franciát, illetve részben a frankoprovanszál nyelvet beszélik.
| Nyelv     | Százalékos arány (2000-es népszámlálás) |
| --------- | --------------------------------------- |
| Francia   | 62,8%                                   |
| Német     | 28,4%                                   |
| Olasz     | 02,2%                                   |
| Rétoromán | 00,0%                                   |
| más       | 06,6%                                   |

### Vallások
Wallisban mind a római katolikus-, mind az evangélikus vallás hivatalos, helyileg elismert vallás. A római katolikus domináns a kantonban, az evangélikus vallás aránya 10% alatti. A lakosság 4,3-atartozik más egyház kötelékébe, míg a népesség 8,2 nem tartozik egyik felekezet közé sem.
| Vallás                 | Népesség aránya (2000-es népszámlálás) |
| ---------------------- | -------------------------------------- |
| római katolikus        | 81,2%                                  |
| evangélikus            | 06,3%                                  |
| más                    | 04,3%                                  |
| nem tagja felekezetnek | 08,2%                                  |

### Elvándorlás
Mint más alpesi kantonokban, Wallisban is sűrűn előforduló eset az átmeneti elvándorlás. Főleg az ország északi részein található, nagyobb városok felé irányul ez a népességmozgás. Főként a fiatalok, iskolás korúak és aktív korban lévők mennek el Wallisból, munkaalkalmat keresni, vagy csak világot látni. Különösen a magasan képzettek közül vándorolnak sokan el, egy 2004-es felmérés szerint 3 wallisiból 2 nem tér vissza a Rhone völgyébe a diplomája megszerzése után.

## Politika
Wallisnak 1907-ben fogadták el az alkotmányát, amely azóta sok változtatáson átesett.
A kanton hivatalos himnusza a Wallis himnusz.
A törvény szerint a kanton legfőbb jogalkotó szerve a Nagytanács (ném: Grosse Rat, fr:Grand Conseil) amelynek 130 választott tagja és ugyanennyi helyettesét négyévente választják meg általános szavazás keretében.

A Nagytanács által hozott törvényeket felülírhatja népszavazás, amelynek nagy hagyományai vannak Svájcban. 8000 aláírást kell az állampolgároknak összegyűjtenie a népi kezdeményezések megindításához, avagy a meghozott jogszabályok megváltoztatásához.

### Végrehajtó hatalom
A kanton legfelsőbb végrehajtó és közigazgatási egysége az 5 főből álló Államtanács (ném: Staatsrat, fr: Conseil d’État). A tanács tagjait közvetlen választás során választják ki, 4 évre szól a megbízatásuk. A kanton három alkotmányos régiója (Alsó-, Közép- és Felsőwallis) jogosult legalább egy-egy helyet betölteni a rendszerben. A kerületi vétó megakadályozza a dupla kerületi képviseletet az Államtanácsban. A kancellárt, a kormány képviselőit és a helyettes államtitkárt az Állami Tanács nevezi ki.
| Államtanács                | Párt                              | Régió        | Terület                                 |
| -------------------------- | --------------------------------- | ------------ | --------------------------------------- |
| Christophe Darbellay       | Kereszténydemokrata Néppárt (CVP) | Alsó-Wallis  | gazdaság, oktatás                       |
| Frédéric Favre             | FDP. A liberálisok                | Közép-Wallis | intézmények, sport                      |
| Jacques Melly              | Kereszténydemokrata Néppárt (CVP) | Közép-Wallis | közlekedés, építésügy, környezetvédelem |
| Roberto Schmidt            | Kereszténydemokrata Néppárt (CVP) | Felső-Wallis | pénzügyek, energiagazdálkodás           |
| Esther Waeber-Kalbermatten | Svájc Szociáldemokrata Pártja     | Felső-Wallis | egészségügy, szociális ügyek, kultúra   |

### Bíróság
A kanton legfelsőbb bírósága a Kantonbíróság, amely Sionban székel. Ez felelős a polgári és büntetőügyekben, valamint a társadalombiztosítási és közigazgatási ügyekben. A polgári és büntetőügyekben 9 alsóbb fokú kerületi bíróság intézi az ügyeket. Önkormányzati szinten létezik községi bíró és rendőrségi bíróság.

### Közösségek
A kantonban a 2011-es adatok szerint 141 úgynevezett lakóközösség van. Ezeket helyi önkormányzatok irányítják.
Továbbá létezik még az úgynevezett Burgergemeinde (polgári közösség), amely az állampolgárság adományozását, valamint a közvagyon ügyintézést végzi. Ezen kívül a római katolikus és evangélikus egyház közösségei alkotnak gyülekezet.

### Pártrendszer
Hasonlóan az országos trendekhez, Wallisban/Valaisban is a Kereszténydemokrata Néppárt (CVP) a legerősebb párt (beleértve ebbe a helyi szintű CSPO-t is) abszolút többsége van a törvényhozásban a szövetségeseivel egyetemben. A pártok szinte mindegyike külön-külön francia, illetve német részre van osztva nyelvileg.